# Глінка Михайло Іванович
Миха́йло Іва́нович Глінка (20 травня [1 червня] 1804 — 3 [15] лютого 1857, Берлін) — російський композитор, засновник російської класичної музики.

## Життя і творчість
Народився у селі Новоспаське Смоленської губернії. Його прадід був польським шляхтичем з роду Глінок гербу Тшаска (пол. Trzaska) — Вікторин Владислав Глінка (пол. Wiktoryn Władysław Glinka). Після втрати Польщею Смоленська 1654 року В. В. Глінка прийняв московське підданство і перейшов у православ'я. Царська влада зберегла за ним володіння на Смоленщині та шляхетські привілеї, в тому числі герб.
Дитинство композитора минало в маєтку батька, відставного капітана Івана Миколайовича Глінки.
У 1817 батьки привозять Михайла до Санкт-Петербургу і влаштовують у Шляхетний пансіон при Головному педагогічному інституті (у 1819 перейменовано у Шляхетний пансіон при Санкт-Петербурзькому університеті), де його гувернером був поет, майбутній декабрист Вільгельм Кюхельбекер. У Петербурзі Глінка бере уроки у провідних музикантів, зокрема в ірландського піаніста і композитора Джона Філда. У пансіоні Глінка знайомиться з Олександром Пушкіним, який відвідував там свого молодшого брата Лева, Глінкиного однокласника.
У 1830 подорожував до Італії, разом із своїм знайомим (від 1927 року) Миколою Івановим, де познайомився з багатьма музикантами, зокрема з Вінченцо Белліні та Гаетано Доніцетті.
У 1833-1834 мешкав у Берліні, де займався гармонією і контрапунктом із Зігфрідом Деном. Після повернення до Росії Глінка взявся до роботи над першою своєю першою оперою «Життя за царя» (прем'єра у Петербурзі, 27 листопада 1836). Був призначений капельмейстером Придворної співочої капели (на цій посаді залишався близько двох років).
9 грудня 1836 відбулася прем'єра першої опери Глінки — «Життя за царя». Прем'єра другої опери, «Руслан і Людмила» за поемою Пушкіна, відбулася 27 листопада 1842 року і виявилася не дуже вдалою, хоча згодом саме ця опера була визнана найбільшим досягненням композитора.
Говорячи про зв'язки композитора з Україною, потрібно зазначити, що Михайло Глінка неодноразово бував у Чернігові, Ічні, Ніжині, Григорівці, Монастирищах. А в Качанівці у маєтку Тарновських в 1838 працював над оперою «Руслан і Людмила» (написав низку номерів, зокрема баладу Фіна і марш Чорномора), уривки з якої вперше виконав хор мецената Григорія Тарновського.
У 1838 датуються дві пісні Михайла Глінки, написані на вірші Віктора Забіли: «Не щебечи соловейку» та «Гуде вітер вельми в полі». Його іменем названа вулиця у Чернігові та альтанку в Качанівці. У своїх «Записках» і листах композитор повідомляє, що працював над симфонічною увертюрою «Тарас Бульба» за однойменною повістю Гоголя, але, на жаль, жодного нотного матеріалу цього твору не збереглося. Подібне трапилося і з начерками його опери «Двомужниця». Дані про ці твори також у «Спогадах про М. І. Глінку» потверджує композитор і критик Олександр Сєров, близький знайомий Глінки.
На сороковому році життя Глінка вирушив у тривалу подорож Іспанією та Францією. Перебуваючи в Мадриді та Севільї, записав кілька народних мелодій, які пізніше використав у своїх творах (симфонічні увертюри «Ніч у Мадриді» й «Арагонська хота»); у Парижі познайомився і зблизився з Берліозом. Потім Глінка повернувся на певний час до Росії; останні роки його життя минули в невпинних мандрівках. Окрім двох опер, Глінка скомпонував багато романсів, ряд п'єс для фортепіано і для оркестру (у тому числі Камаринську і Вальс-фантазію), кілька камерно-інструментальних ансамблів.
Помер у Берліні 3 (15) лютого 1857.

## Список творів
Опери
- Життя за царя (1836)
- Руслан і Людмила (1837–1842)

Симфонічні твори

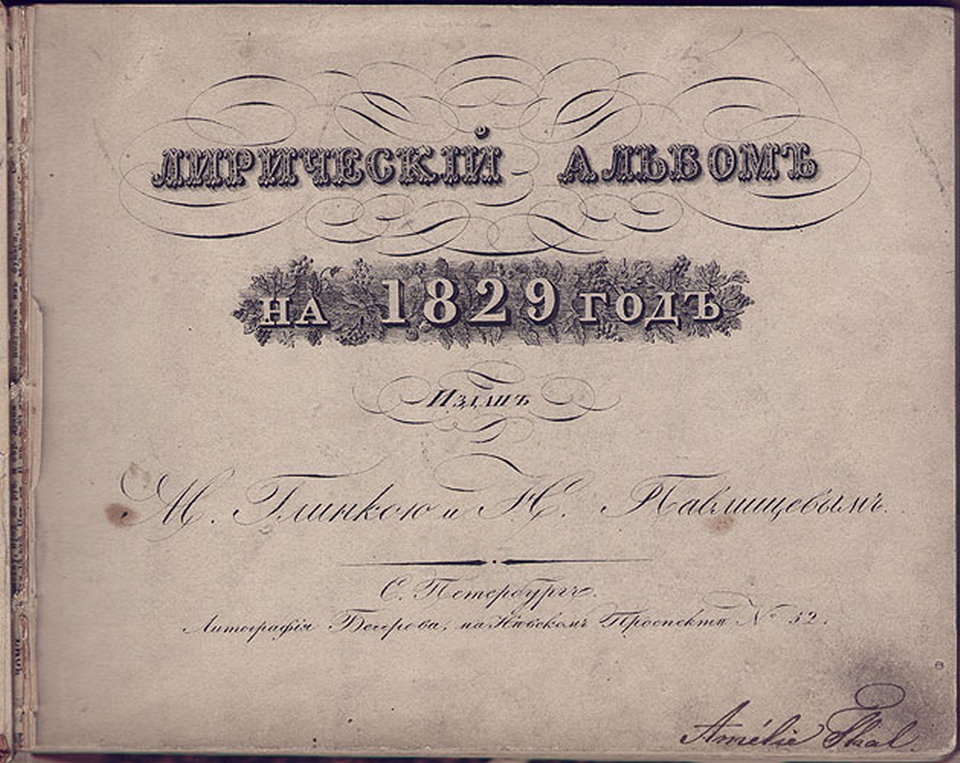
М. Глинка і Н. Павліщев «Ліричний альбом», 1829 рік

- Симфонія на дві російські теми (1834, закінчив і оркестрував Віссаріон Шебалін)
- Музика до трагедії М. В. Кукольника «Князь Холмський» (1842)
- Іспанська увертюра № 1 «Блискуче капричіо на тему Арагонської хоти» (1845)
- «Камаринська», фантазія на дві російські теми (1848)
- Іспанська увертюра № 2 «Спогади про літню ніч у Мадриді» (1851)
- «Вальс-фантазія» (1839, 1856)

Камерно-інструментальні твори
- Соната для альта і фортепіано (незакінчена; 1828, дороблена Вадимом Борисовським в 1932)
- Блискучий дивертисмент на теми з опери Белліні «Сомнамбула» для фортепіанного квінтету і контрабаса
- Великий секстет Es-dur для фортепіано та струнного квінтету (1832)
- «Патетичне тріо» d-moll для кларнета, фагота і фортепіано (1832)

Романси і пісні
| - «Венецианская ночь» (1832) - «Я здесь, Инезилья» (1834) - «Ночной смотр» (1836) - «Сомнение» (1838) - «Ночной зефир» (1838) - «В крови горит огонь желанья» (1839) - «Дивный терем стоит» (1839) - «Попутная песня» (1840) | - «Признание» (1840) - «Слышу ли голос твой» (1848) - «Заздравный кубок» (1848) - «Песнь Маргариты» из трагедии Гете «Фауст» (1848) - «Мери» (1849) - «Адель» (1849) - «Финский залив» (1850) - «Молитва» («В минуту жизни трудную») (1855) - «Не говори, что сердцу больно» (1856) |

### Вокальна музика українською мовою
- Не щебечи соловейку (на слова В. Забіли)
- Гуде вітер вельми в полі (на слова В. Забіли)

#### в перекладах українською мовою
- У перекладі Бориса Тена — «Жаворонок»[9], «Попутная песня»[10]
- У перекладі В. Сосюри — «Щоночі в дванадцять годин…» («в 12 часов по ночам»)[11]
- У перекладі Юрія Отрошенка[12]:

«Не спокушай мене» («не искушай меня»)
«О пам'ять серця» («память сердца»)
«Переможець» («победитель»)
«До Моллі» («К Молли»)
«Баркарола»
«Жайвір» («Жаворонок»)
Пісня Ільїнішни з драми «Князь Холмський»
«Подорожня пісня» («Попутная песня»)
«Стій, мій коню вороний» («Стой, мой верный, бурный конь»)
«Сумнів» («Сомнение»)
«Прошу, красуне, не співай» («Не пой, красавица, при мне…»)
«На схилах Грузії» («На холмах Грузии»)
«У крові — жар, вогонь бажання» («В крови горит огонь желанья»)
«Я вас любив»
«Я вас люблю»
«Я мить чудову пам'ятаю» («Я помню чудное мгновенье…»)
«Як любо з тобою мені» («Как сладко с тобою мне быть»)